# 四神将棋
『四神将棋』（しじんしょうぎ）は、BSフジで2016年12月27日から放送されている将棋対局のバラエティ番組。あるいは番組内で行われている将棋の名称。

## 概要

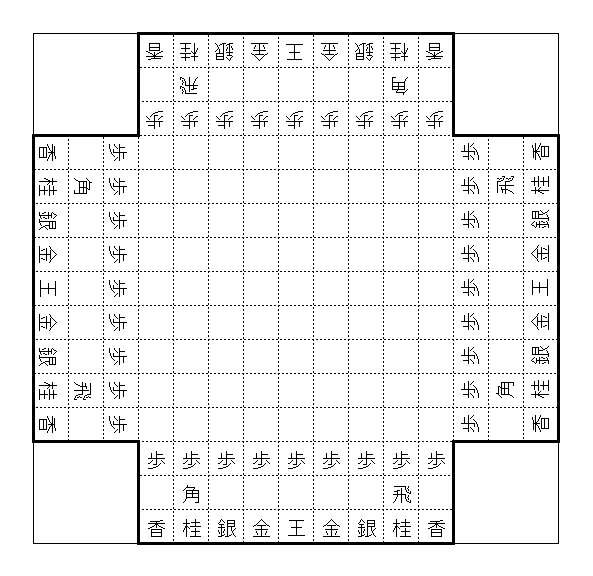
四神将棋にて使用される将棋盤及び駒の初期配置

通常の将棋(本将棋)と異なり、4人同時に対局を行う将棋『四神将棋』で行う番組。従来の四人将棋では、縦横9マスずつの通常の将棋盤が使用されるが、この『四神将棋』では、変則的な十字型の15マスの特殊な将棋盤を用いる。
最後まで勝ち残った対局者（優勝者）には、「四神王」の称号が与えられる。
BSフジでの放送後、地上波のフジテレビでも放送されることがある。
（後述のルールも参照）一応、指す順番（先手・後手）はあるが「四神 - 」であるため、1番手の「（東方の神）青龍」から時計回りに「（南）朱雀」「（西）白虎」「（北）玄武」と指し手が回っていく。
一例として、A・B・C・D（と付けるが、この場合A=青龍とは限らない）の内、Aが悪手を指したとしても、BがDに王手を掛けた場合はCの順番が飛ばされ、Dが王手を回避する手を指さなくてはならない。そのため、次の手番であるAは前に指した分をリカバリー出来る可能性が生じる。
（後述の備考も参照）マス目の数が通常の倍以上であることなどの理由により、プロでも駒の利きを錯覚する場合があり、プロとアマチュアが対戦しても面白い勝負になることが多い。特に2018年4月の放送回では、毎回に渡って即詰みを見逃す事象が発生している。
また、13回目以降が放送されていない時期が長く、再放送も長らくされていない。

## ルール
将棋盤および駒以外は四人将棋に近いルールが採用されている。将棋のルールとは直接関係ないが、対局者はそれぞれ対局中に一度のみ「お助けカード」を利用して解説者からのアドバイスを受けることができる。
- 盤は変則的な15マスの特殊な将棋盤を用いる[3]。
  - 四隅の縦横3マスには進入不可(盤外という扱い)。
- 最初にある1人分の駒は本将棋と同じ。
- 手番は時計回りに移る。ただし、王手がかかった場合は、王手をかけられた人に手番が移る。
  - 一回の指し手で複数の相手に同時に王手をかけることが出来る。2人に同時に王手をかけることをダブル王手、3人に同時に王手をかけることをトリプル王手という。ダブル王手・トリプル王手の場合は、王手された対局者の中で指し手から時計回りに見て近い人から指す。
- 3つの敵陣いずれでも成ることができる。
- 自分の駒を動かすとき、移動先に他の人の駒があればその駒を捕獲し、自らの持ち駒にできる。持ち駒は自分の手番に、一つ盤上に置ける。
- 将棋と同様、二歩、打ち歩詰め、行き所のない駒（例えば、歩を敵陣の最後列に打つこと）は禁止。
- 2人が敗局する（残り2人になる）まで、詰みまで行く（投了しない）事が多いが、ルール上は問題無い。
- 詰みになったら負けとなり、王将を裏返す。この王将は誰も動かせない障害物として盤上に残る。他の駒は、これを避けて動かなければならない。
  - 詰まされた対局者の盤上の駒はそのまま残るが、他の王はそれらの駒の利いているマスに動くことができる。また、他の対局者は取れば持ち駒にできる。
  - 詰まされた対局者の持ち駒は無効になる。
  - 詰みの手の後、詰ませた対局者が続けてもう一手指せる。(第7回から)

## 放送日程
| 回 | 放送日          | 対局者                    | 対局者                      | 対局者                    | 対局者                             | 司会              | 解説 大盤解説                        | 備考 |
| 回 | 放送日          | 優勝 (四神王)             | 2位 （準優勝）              | 3位                       | 4位                                | 司会              | 解説 大盤解説                        | 備考 |
| -- | --------------- | ------------------------- | --------------------------- | ------------------------- | ---------------------------------- | ----------------- | ------------------------------------ | --- |
| 1  | 2016年 12月27日 | 内藤大助                  | くっきー (野性爆弾)         | 森田正光                  | 山口恵梨子                         | 小籔千豊 根岸愛   | 中村太地                             | |
| 2  | 2017年 3月16日  | 森田正光                  | 板倉俊之 (インパルス)       | つるの剛士                | 藤田綾                             | 小籔千豊          | 山口恵梨子 飯野愛                    | 女流プロの藤田が3人の集中砲火を浴び敗局。なお、つるのが自玉の「王手」を見逃す1手（玉以外の駒を移動させた結果、玉が相手の駒の利きにさらす手）を指すも「指し戻し」が許されて続行。 |
| 3  | 2017年 10月6日  | 加藤歩 (ザブングル)       | 森田正光                    | 森本レオ                  | てつじ (シャンプーハット)          | 小籔千豊 板倉俊之 | 香川愛生 室谷由紀                    | 加藤が「空気を読めなくて申し訳ない」と自覚しつつも優勝。 |
| 4  | 2017年 10月13日 | 室田伊緒                  | カロリーナ・ ステチェンスカ | 室谷由紀                  | 香川愛生                           | 小籔千豊 板倉俊之 | 遠山雄亮 石田直裕                    | 第2回の藤田と同じく、4人の内でタイトル獲得など実績最上位の香川が3人の集中砲火を浴び真っ先に敗局。 |
| 5  | 2017年 10月20日 | 都成竜馬                  | 門倉啓太                    | 石田直裕                  | 杉本和陽                           | てつじ 小籔千豊   | 遠山雄亮 室田伊緒                    | この回は、全員がプロ棋士のため「お助けカード」は使用不可。 |
| 6  | 2017年 10月27日 | 山本博 (ロバート)         | 室谷由紀                    | 香川愛生                  | 板倉俊之                           | てつじ 小籔千豊   | 遠山雄亮 カロリーナ・ ステチェンスカ | 序盤、攻勢だった板倉が自玉をトン死の筋に導く悪手（壁銀）を指し早々と敗局。逆に、序盤 守勢に回っていた山本が初出場・初優勝。香川と室谷のライバル同士の潰し合い（お互いの指し手が、無条件で山本の駒得になる手など）で双方とも疲弊していった事も一因。 |
| 7  | 2018年 4月6日   | 長谷川優貴                | カロリーナ・ ステチェンスカ | 里見咲紀                  | 谷口由紀 （旧姓:室谷）             | 小籔千豊          | 遠山雄亮 藤森哲也                    | ルール変更が有り、新ルール「詰ました人が、もう1度手番になる」が加わった。カロリーナによる攻勢と、その回避により里見に駒を取られていく連携で早々と谷口が敗局。序盤、里見がかなりの駒得をするもカロリーナと長谷川の挟撃に会い敗局。長谷川が、カロリーナ玉の1手詰みを見逃すミスもあったが、初出場・初優勝。 |
| 8  | 2018年 4月13日  | 寺内ゆうき (ランパンプス) | 板倉俊之                    | 村上健志 (フルーツポンチ) | 池田直人 (レインボー)              | 小籔千豊          | 遠山雄亮 カロリーナ・ ステチェンスカ | メンバーの内、1番将棋歴が長い池田が最初に敗局。それに先立ち、3人から猛攻を受けていた村上が2番目に敗局。寺内が、板倉玉の即詰みを見逃すも別の手順で打ち取り優勝。 |
| 9  | 2018年 4月20日  | 増田康宏                  | 上村亘                      | 斎藤明日斗                | 藤森哲也                           | 小籔千豊          | 遠山雄亮 谷口由紀                    | 第5回と同様、プロ棋士同士の対局。藤森が序盤は通常の穴熊囲いにし、最終盤では銀ではなく角での囲いにするも最初に敗局。斎藤が銀冠型の美濃囲いを組むも玉が安全地帯に行けず、2番目に敗局。上村が多くの駒得をするも敗れ2位。増田が、序盤では何度も両取りを狙われるなど最も劣勢であり、上村の即詰み直後の（もう1度手番になり）斎藤の即詰み、の一連の流れを見逃すミスも有ったが優勝。                                                                            |
| 10 | 2019年 6月1日   | 加藤結李愛 （西）         | 山口恵梨子 （南）           | 塚田恵梨花 （東）         | カロリーナ・ ステチェンスカ （北） | 小籔千豊          | 遠山雄亮 石田直裕                    | 第4・7回に続く3度目の女流プロ棋士大会。女流2級～同2段まで若手の段級位を全て揃えた対局。2回の準優勝の経験があるカロリーナが3人の結託により最初に敗局。塚田が山口の即詰みを見逃し、大悪手を指し急転直下の敗局で3位。加藤が山口との千日手模様の長期戦を制し、大会史上 最も低い級位（女流2級）および最年少（16歳）の2つの記録で初出場・初優勝。 |
| 11 | 2019年 6月8日   | 梶浦宏孝 （南）           | 石田直裕 （北）             | 伊藤真吾 （東）           | 藤森哲也 （西）                    | 小籔千豊          | 遠山雄亮 カロリーナ・ ステチェンスカ | 第5・9回に続く3度目のプロ棋士大会。藤森が前回の穴熊囲いの失敗を研究し右翼での串カツ囲いに組む。3人が共闘して梶浦を攻めるが結局4人が入り乱れる混戦になる。梶浦がその後の展開を考慮し伊藤への1手詰みを敢えて指さず、梶浦VS伊藤および藤森VS石田のお互いに隣り同士での2つの局地戦となる。石田が四神将棋で初となるダブル王手（双王手）を繰り出し、梶浦は回避したが藤森が即詰み状態だったため最初に敗局。その後、間もなく梶浦が伊藤・石田の順に詰ませて優勝。 |
| 12 | 2019年 6月15日  | 板倉俊之 （南）           | 松浦真也 （東）             | 藤岡隼太 （北）           | 山口恵梨子 （西）                  | 小籔千豊          | 遠山雄亮 藤森哲也                    | 学生アマチュア二冠の藤岡が王手竜取りの好機を敢えて指さず、板倉・山口VS松浦・藤岡のタッグ戦の図式になる。松浦が山口の即詰みを見逃した一手が、逆に藤岡の即詰みが発生する指し手だったが、今度は板倉が見逃し山口が最初に敗局。松浦が藤岡との同盟を解消し攻勢に転換、藤岡が2番目に敗局。板倉が最多出場にして遂に初優勝。 |
| 13 |                 |                           |                             |                           |                                    | 小籔千豊          | 遠山雄亮                             | |